# 孫錦
孫錦（？年—？年），字元朴，陕西绥德卫军籍直隶宿州人。

## 生平
正德八年（1513年）癸酉科陕西鄉試舉人，嘉靖五年（1526年）丙戌科第三甲第五名進士。授大理寺左评事，八年四月改任山西道御史，十年巡按直隶保定、河间等府，以灾伤奏请赈恤。十二年出任顺德府知府，十七年正月升山东按察司副使。復除河南副使，二十一年七月改任山西，专驻井陉，整饬故关等处兵备，历官河南按察使，二十四年三月升都察院右佥都御史、巡抚宣府，二十七年北虜入寇，宣府东路失事，二十八年二月科道言官弹劾，降一级调外任。